# Heinrich August Lindner
Heinrich August Lindner (* 3. Juni 1705 in Halle (Saale); † 30. Mai 1787 in Dresden) war ein kursächsischer Hofbeamter und Genealoge.
Heinrich August Lindner war ein Sohn des Advokaten Johann Lindner in Halle (Saale). Er war Sekretär an der kurfürstlichen Residenz in Dresden. Nebenher beschäftigte er sich mit Adelsgenealogien. Sein Nachlass, die später nach ihm benannte Lindnersche Sammlung oder Lindnersche Stamm- und Ahnentafelsammlung, enthält insgesamt etwa 800 Stammtafeln und über 4000 Ahnentafeln.
Die Bayerische Staatsbibliothek, welche heute die Originale, die zwischenzeitlich durch viele Hände gingen, verwahrt, hat Tafeln innerhalb der Sammlung Spohr digitalisiert.